# Silence (comics)
Pour les articles homonymes, voir Silence (homonymie).
Thomas Elliot ou Hush est un personnage de fiction créé par Jeph Loeb et Jim Lee dans Batman n°609 en 2002. Il se fait appeler Silence (en français).

## Biographie fictive
Le Dr Thomas Elliot était un ami d'enfance de Bruce Wayne. La famille Elliot était très riche et prospère. Mais contrairement à Bruce Wayne, Thomas détestait ses parents. Mené par son envie d'indépendance et de richesse, il sabota les freins de la voiture de ses parents, tout en convainquant le chauffeur de ne pas conduire la voiture. La voiture eut un grave accident, tuant le père de Thomas  mais sa mère survécut grâce au Dr Thomas Wayne, ce que Thomas Elliot ne pardonna jamais à la famille Wayne. Cette dernière succomba plus tard d'un cancer. Thomas Elliot poursuivit alors des études de médecine.
Bien des années plus tard, un des patients de Thomas Elliot se révéla être Edward Nigma (Sphinx). Celui-ci souffrait d'un cancer en phase terminale. Elliot décida alors d'utiliser un des puits de Lazare pour le guérir. Dans les délires causés par l'utilisation du puits, Nigma se rendit compte que Batman et Bruce Wayne n'était qu'une seule et même personne. Elliot fut stupéfait par la guérison miraculeuse de Nigma. Ce dernier pensait qu'Elliot voudrait une fortune pour connaître la cure. Mais ce n'était pas le cas, et ils découvrirent qu'ils détestaient le même homme : Bruce Wayne.  À partir de ce moment, Thomas Elliot et Edward Nigma préparèrent un plan pour détruire la Chauve-Souris. Ils firent appel à plusieurs ennemis de Batman : le Joker, Harley Quinn, Double-Face, L'Empoisonneuse, Épouvantail, Killer Croc et Gueule d'argile.
Pour que le plan fonctionne, il fallait que Thomas Elliot revienne dans la vie de Bruce Wayne. Alors, il manipula Harold pour que celui-ci installe un appareil subliminal, en l'échange d'une opération destinée à lui faire retrouver la voix. Ensuite, il s'arrangea pour que Batman eût besoin d'un chirurgien en coupant sa batligne durant une poursuite contre Catwoman.
Après l'opération, Elliot revint dans la vie de Bruce Wayne, en lui rendant visite et en le retrouvant à l'aéroport de Metropolis. Plus tard, Thomas Elliot, Bruce Wayne, Selina Kyle et Leslie Thompkins assistèrent à un spectacle d'opéra. Mais Harley Quinn et son groupe de criminels avaient décidé de voler tout le monde dans la salle. Après l'intervention de Batman et de Catwoman, Harley réussit à fuir par l'arrière-scène, poursuivi par Thomas Elliot et Batman. Une fois dehors, ce dernier entendit un coup de feu, et crut que le docteur avait été assassiné, voyant un corps aux pieds du Joker qui se trouvait là. S'ensuivit un combat sanglant.
Plus tard, avec l'aide d'Oracle, Batman découvrit l'appareil subliminal qu'Harold avait installé. Celui-ci décida de prendre rendez-vous avec la Chauve-Souris sur un pont. Après la brève rencontre, Harold fut assassiné par un homme masqué d'un bandage. Ce n’était nul autre que Thomas Elliot, qui révéla à Batman sa haine vis-à-vis de la famille Wayne. Hélas, il fut rapidement trahi par Harvey Dent, qui lui tira deux balles de fusil dans le corps, le faisant tomber dans une rivière. Par la suite, Harvey révéla que Thomas n'était jamais mort, car le corps qui gisait sur le sol devant le Joker, près de l'opéra, était celui de Gueule d'argile (et bel et bien assassiné par lui). 
En effet, Silence n'avait pas succombé à sa chute et revint rapidement tourmenter la vie de Batman. Il décida qu'aucun vilain ne devait être dans son chemin, et abattit froidement le Sphinx, chassa le Joker de la ville et tua l'Empoisonneuse. Avec l'aide d'un nouveau Gueule d'argile et de Prometheus, il réussit à faire douter Batman de l'identité de son nouveau bourreau et à faire accuser Alfred Pennyworth pour meurtre. Mais l'accusation ne tint pas longtemps et Alfred fut innocenté.
Quand le Joker fut de retour à Gotham, il captura Silence et l'emprisonna pendant trois semaines, durant lesquelles il installa un stimulateur cardiaque dans son corps pour prendre le contrôle de son cœur. Dans l'incapacité d'enlever lui-même le stimulateur, Silence n'eut d'autre choix que de s'allier avec Bruce Wayne.
Batman accepta de faire alliance avec Silence dans la seule condition qu'il fût enfermé dans l'asile d'Arkham. Silence dut accepter, et après que la chirurgie lui fut un succès, il s'échappa pour affronter le Joker. Mais avant que Silence ne le retrouve, Batman l'intercepta et les deux personnes argumentèrent sur le bien et le mal de tuer un meurtrier comme le Joker. Batman sembla consentir à cette mort, cependant, au moment où il quittait les lieux, il révéla à Silence que le stimulateur cardiaque était toujours dans son corps et que c'était lui qui avait permis à Silence de s'échapper de l'asile. Le Joker choisit cet instant pour arriver; Silence supplia Batman de ne pas l'abandonner. Cet épisode se termine de cette façon et il n'a jamais été révélé si Batman était intervenu ou non pour sauver Silence du Joker.

## Description

### Physique
Il est de grande taille, avec un bandage qui lui recouvre entièrement la tête. Souvent vu avec un costume noir, avec sur le cœur un "H" rouge, des gants rouges, des bottes rouges, et 2 pistolets. Batman suppose qu'il a pu être entraîné par Deadshot en raison de sa grande habileté aux armes à feu.

### Personnalité
Il a une personnalité ténébreuse et calme, bien que parfois il se mette dans de terribles colères et commence alors à tirer sur tout ce qui bouge.
C'est l'opposé de Batman du point de vue psychologique, car il a essayé de tuer ses parents à l'âge de 8 ans en trafiquant les freins de la voiture et la survie de sa mère a fait de lui Silence tandis que c'est la mort des parents de Bruce Wayne qui a fait de lui Batman.

## Création du personnage
Le docteur Thomas Eliott détestait deux personnes : Batman et Bruce Wayne. Il prenait un malin plaisir à les voir souffrir et adorait voir Batman prendre des coups dans les combats.
Par ailleurs, il reçut Edward Nigma comme patient, qui lui révéla l'identité de Batman. Adorant la chanson que l'Épouvantail chantait Hush, Little Baby, il pensa à créer le personnage nommé "Hush" (ou "Silence").

## Œuvres où le personnage apparaît

### Comics
- Silence (Batman: Hush) (avec Jeph Loeb et Jim Lee, Batman n°608-619, 2002-2003)
- Batman: Gotham Knights
  - Pushback (avec A. J. Lieberman et Al Barrionuevo, n°50-55, 2004)
  - The Games People Play (avec A. J. Lieberman et Javier Pina, n°60, 2005)
  - Human Nature (avec A. J. Lieberman et Al Barrionuevo, n°61-65, 2005)
  - Job Termination (avec A. J. Lieberman et Al Barrionuevo, n°66, 2005)
  - The Life of Riley (avec A. J. Lieberman et Rick Burchett, n°67, 2005)
  - The Shape of Things to Come (avec A. J. Lieberman et Al Barrionuevo, n°68-71, 2005-2006)
  - Payback (avec A. J. Lieberman et Diego Olmos, n°73-74, 2006)
- Le Cœur de Silence (Batman: Heart of Hush) (avec Paul Dini et Dustin Nguyen, Detective Comics n°846-850, 2008-2009)
- Batman: Hush Money (avec Paul Dini et Dustin Nguyen, Detective Comics n°852, Batman n°685 et Batman: Streets of Gotham n°1-4, 2009)
- Batman: House of Hush (avec Paul Dini et Dustin Nguyen, Batman: Streets of Gotham n°14-21, 2010-2011)
- Batman Eternal (2014-2015)

## Apparitions dans d'autres médias

### DC Universe Animated Original Movies
- Batman : Silence (film d'animation de 2019)

Silence apparait en tant qu'antagoniste principal. Contrairement aux comics, Silence n'est pas Thomas Eliott, mais Edward Nigma, alias le Sphinx. Ce dernier est un criminel de seconde zone atteint d'un cancer du cerveau en phase terminale. Il essaye de se faire soigner par le Dr Thomas Eliott, sous une fausse identité, mais ce dernier ne peut rien faire pour lui. Grâce à quelques pots de vins, il accède à un puits de Lazare qui soigne non seulement son cancer, mais développe son intelligence au point qu'il se rend compte que Batman et Bruce Wayne ne sont qu'une seule et même personne.
Par la suite, il prend le nom de Silence et manipule Bane, Poison Ivy, l'Épouvantail, le Joker et Harley Quinn, pour piéger Batman, et se sert de Gueule d'argile pour qu'il se fasse passer pour le Sphinx, son ancienne identité. Il s'attaque ensuite à tous les proches de Bruce Wayne, il tue Thomas Eliott et fait croire au Chevalier Noir que le Joker est le coupable, il blesse Nightwing grâce à l'Épouvantail et kidnappe Catwoman.
L'attendant patiemment dans une usine désaffectée, il se sert du cadavre de Thomas Eliott, récupéré au cimetière de Gotham, pour pousser Batman à bout et un combat s'engage entre les deux. Malgré ses compétences améliorées par le puits de Lazare, Batman le déstabilise en s'attaquant à son ego, déclarant qu'il est toujours le même criminel de seconde zone. Lors du combat, Silence perd l'équilibre et tombe dans un brasier provoqué par l'explosion d'une broyeuse. Batman tente de le sauver avec son grappin, mais Catwoman coupe le câble, estimant qu'il mérite son sort. Silence disparait alors dans les flammes.

### Arrowverse
- Batwoman (série télévisée de 2019)

Hush apparaît à partir de l'épisode 18 de la 1re saison de la série télévisée diffusée sur la chaîne The CW.

### Gotham
- Gotham (série télévisée de 2014-2019)

Tommy Elliot apparaît dans la saison 4 dans les épisodes 7 et 9, interpreté par Gordon Winarick.

### Jeux vidéo
- Lego Batman, le jeu vidéo (2008)
- Batman: Arkham City (2011)

Hush est l'objet de la mission "Usurpation d'identité". Alors que Batman enquête sur une série de meurtres glauques et que tout lui indique que le meurtrier n'est autre que... Bruce Wayne (donc lui-même), il finit par trouver la tanière de Thomas Elliot, qui s'est greffé un visage semblable à celui de son ami d'enfance, pour se venger de lui. Hush parvient à s'enfuir d'Arkham City et Batman déclare qu'il le cherchera une fois ses soucis avec Strange et le Joker réglés.
- DC Universe Online (2011)
- Lego Batman 2: DC Super Heroes (2012)
- Batman: Arkham Knight (2015)

Hush revient sous les traits de Bruce Wayne pour tenter de voler la fortune de son ancien ami et prend Lucius Fox en otage. Batman intervient et, pour le déstabiliser, révèle sa véritable identité, avant de le neutraliser.